# Вірменія на Чемпіонаті світу з водних видів спорту 2015
Вірменія взяла участь у Чемпіонаті світу з водних видів спорту 2015, який пройшов у Казані (Росія) від 24 липня до 9 серпня.

## Стрибки у воду
Вірменські спортсмени кваліфікувалися на змагання з індивідуальних та синхронних стрибків у воду.
Чоловіки
| Спортсмен          | Дисципліна       | Попередні змагання | Попередні змагання | Півфінали       | Півфінали       | Фінал           | Фінал           |
| Спортсмен          | Дисципліна       | Очки               | Місце              | Очки            | Місце           | Очки            | Місце           |
| ------------------ | ---------------- | ------------------ | ------------------ | --------------- | --------------- | --------------- | --------------- |
| Володимир Арутюнян | Вишка, 10 метрів | 313.45             | 42                 | Завершив виступ | Завершив виступ | Завершив виступ | Завершив виступ |
| Лев Саркісян       | Вишка, 10 метрів | 374.10             | 29                 | Завершив виступ | Завершив виступ | Завершив виступ | Завершив виступ |

## Плавання
Вірменські плавці виконали кваліфікаційні нормативи в дисциплінах, які наведено в таблиці (не більш як 2 плавці на одну дисципліну за часом нормативу A, і не більш як 1 плавець на одну дисципліну за часом нормативу B):
Чоловіки
| Спортсмен           | Дисципліна           | Попередній заплив | Попередній заплив | Півфінал        | Півфінал        | Фінал           | Фінал           |
| Спортсмен           | Дисципліна           | Час               | Місце             | Час             | Місце           | Час             | Місце           |
| ------------------- | -------------------- | ----------------- | ----------------- | --------------- | --------------- | --------------- | --------------- |
| Володимир Маміконян | 100 м вільним стилем | 55.12             | 92                | Завершив виступ | Завершив виступ | Завершив виступ | Завершив виступ |
| Ваган Мхітарян      | 50 м вільним стилем  | 23.36             | 44                | Завершив виступ | Завершив виступ | Завершив виступ | Завершив виступ |
| Ваган Мхітарян      | 50 м батерфляєм      | 26.19             | 54                | Завершив виступ | Завершив виступ | Завершив виступ | Завершив виступ |

Жінки
| Спортсменка    | Дисципліна           | Попередній заплив | Попередній заплив | Півфінал         | Півфінал         | Фінал            | Фінал            |
| Спортсменка    | Дисципліна           | Час               | Місце             | Час              | Місце            | Час              | Місце            |
| -------------- | -------------------- | ----------------- | ----------------- | ---------------- | ---------------- | ---------------- | ---------------- |
| Ані Погосян    | 200 м вільним стилем | 2:16.22           | 59                | Завершила виступ | Завершила виступ | Завершила виступ | Завершила виступ |
| Ані Погосян    | 100 м на спині       | 1:10.82           | 61                | Завершила виступ | Завершила виступ | Завершила виступ | Завершила виступ |
| Моніка Васілян | 50 м вільним стилем  | 27.63             | 64                | Завершила виступ | Завершила виступ | Завершила виступ | Завершила виступ |
| Моніка Васілян | 100 м вільним стилем | 1:01.07           | 74                | Завершила виступ | Завершила виступ | Завершила виступ | Завершила виступ |

Змішаний
| Спортсмени                                                    | Дисципліна                           | Попередній заплив | Попередній заплив | Фінал            | Фінал            |
| Спортсмени                                                    | Дисципліна                           | Час               | Місце             | Час              | Місце            |
| ------------------------------------------------------------- | ------------------------------------ | ----------------- | ----------------- | ---------------- | ---------------- |
| Ваган Мхітарян Моніка Васілян Ані Погосян Володимир Маміконян | естафета 4x100 метрів вільним стилем | 3:52.96           | 25                | Завершили виступ | Завершили виступ |